# Awarra
De awarra (Astrocaryum vulgare) is een tot 15 m hoge palm. De palm heeft een ringvormig gesegmenteerde stam die in het bovenste gedeelte met zwarte stekels is bezet. De tot 5 m lange, geveerde bladeren zijn eveneens met stekels bezet.
De palm heeft circa 1,5 m lange opstaande, met stekels bedekte bloemtrossen. Aan de zijde van de steel van de bloemtrossen bevinden zich de vrouwelijke bloemen en daarboven de mannelijke.
De ronde tot ovale vruchten zijn 3–6 cm lang en hebben een doffe oranje of roodbruine kleur. De vrucht heeft een laag van 5 mm vruchtvlees die zich op een grote stenige pit bevindt. Het vruchtvlees is matig sappig, geurt fruitig en smaakt enigszins naar abrikoos. Het vruchtvlees is rijk aan β-caroteen.
In de Surinaamse keuken wordt het vruchtvlees van de awarra gebruikt voor het geelkleuren van rijst. De awarra wordt in geheel Zuid-Amerika gekweekt. De awarra is ook in Nederland verkrijgbaar op markten en in toko's.

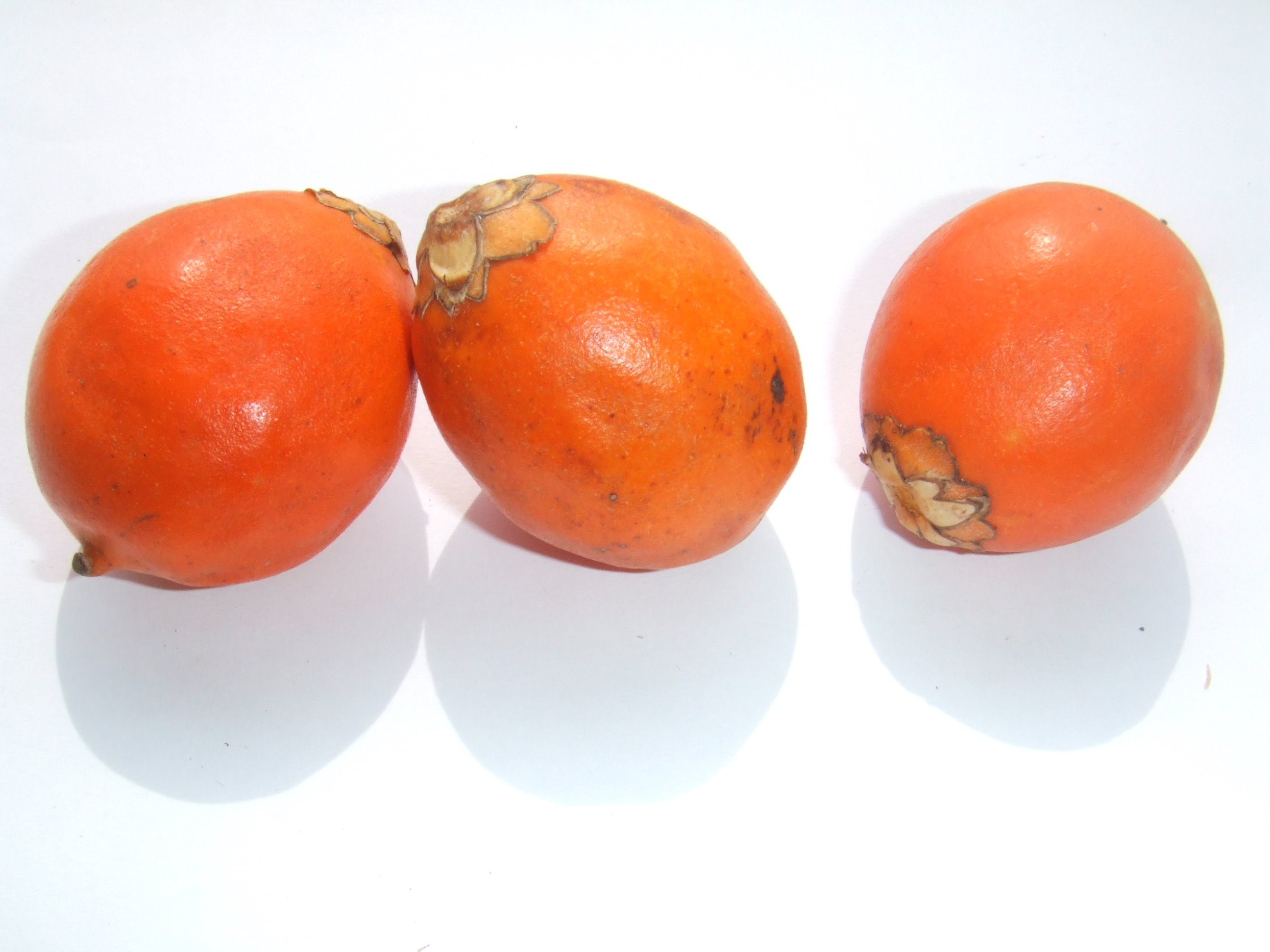
Vruchten